# Ден, Герард
Герард Ден (нидерл. Gerard Deen; 15 февраля 1903, Амстердам — май 1969, Роттердам) — нидерландский футболист, игравший на позиции защитника, выступал за амстердамский «Аякс».

## Спортивная карьера
В мае 1917 года Герард Ден в возрасте четырнадцати лет стал кандидатом на вступление в футбольный клуб «Аякс». На тот момент он проживал в восточной части Амстердама по адресу Линнаустрат 53. Через два месяца он был принят в клуб, но качестве курсанта. В 1918 году стал играть как защитник за первую команду курсантов «Аякса», где также выступал 13-летний Пит Вюндеринк. В сезоне 1919/20 выступал за четвертый состав, где также играли Ко ван дер Влис и Ринус Бринк.
В первой команде «Аякса» дебютировал 10 декабря 1922 года в матче чемпионата Нидерландов против клуба РКХ, заменив в стартовом составе Фонса Пелсера. Он сыграл в защите вместе с Франсом Каутоном — на стадионе «Хет Хаутен» амстердамцы одержали победу со счётом 2:1. В дебютном сезоне Герард сыграл в трёх встречах чемпионата Нидерландов  — «Аякс» по итогам сезона занял пятое место в западной группе. В августе 1924 года он сыграл один матч за сборную Амстердама.
За три года Герард принял участие в 6 матчах чемпионата. Последнюю игру за «Аякс» в рамках чемпионата Нидерландов провёл 4 октября 1925 года против «Фейеноорда». Его братья Йоханнес и Герман Булард тоже были членами футбольной команды «Аякса», но в основном составе не играли. Помимо футбола, Герард также выступал за бейсбольную команду «Аякса».

## Личная жизнь
Герард родился в феврале 1903 года в Амстердаме в семье скотовода. Отец — Герт Ден, был родом из Ассена, мать — Мария Стеман, родилась в Велзене. На момент его рождения родители не состояли в браке, но в сентябре 1904 года зарегистрировали брак официально. Помимо Герарда, в семье было ещё пятеро детей: сыновья Йоханнес, Герман Булард, Кристиан и Луи, дочь Вигертье.
Женился в возрасте двадцати восьми лет — его избранницей стала 19-летняя Гертруда Клара Гросцман, уроженка австрийского города Грац. Их брак был зарегистрирован 29 апреля 1931 года в Роттердаме. В июне 1934 года у них родился сын Герард, а в ноябре 1936 года второй сын по имени Йохан.
Умер в мае 1969 года в Роттердаме в возрасте 66 лет.